# Christ Okito
Christ Kanyinda Okito (n. República Democrática del Congo el 4 de junio de 2005), más conocido como Chris Okito, es un baloncestista congoleño de nacionalidad española que juega en la posición de pívot en las filas del Baloncesto Fuenlabrada de la Primera FEB. 

## Carrera deportiva
Es un jugador congoleño formado en las categorías inferiores del Club Baloncesto Canarias, con el que llegó a destacar en los campeonatos de España cadete y juvenil con el Cajasiete Canarias.
En la temporada 2023-24, tras pasar por el equipo de Primera Nacional y realizar la pretemporada con el primer equipo de Liga Endesa, forma parte de la plantilla del Real Club Náutico de Tenerife de Baloncesto de Liga EBA.
En la temporada 2024-25, firma por el Baloncesto Fuenlabrada, para incorporarse a su filial de Tercera FEB. 
El 2 de marzo de 2025, debuta con el primer equipo del Baloncesto Fuenlabrada en la Primera FEB, frente al Real Valladolid Baloncesto. Durante la misma temporada disfrutaría de minutos en otros encuentros con el primer equipo fuenlabreño durante la temporada.